# Romney (Virgínia de l'Oest)
Romney és una població dels Estats Units a l'estat de Virgínia de l'Oest. Segons el cens del 2000 tenia 1.940 habitants.

## Demografia
Segons el cens del 2000, Romney tenia 1.940 habitants, 884 habitatges, i 454 famílies. La densitat de població era de 814,2 habitants per km².
Dels 884 habitatges en un 21,7% hi vivien nens de menys de 18 anys, en un 33,7% hi vivien parelles casades, en un 14,6% dones solteres, i en un 48,6% no eren unitats familiars. En el 44,8% dels habitatges hi vivien persones soles el 26,8% de les quals corresponia a persones de 65 anys o més que vivien soles. El nombre mitjà de persones vivint en cada habitatge era d'1,97 i el nombre mitjà de persones que vivien en cada família era de 2,72.
Per edats la població es repartia de la següent manera: un 25,2% tenia menys de 18 anys, un 7,4% entre 18 i 24, un 20,1% entre 25 i 44, un 21,3% de 45 a 60 i un 26,1% 65 anys o més.
L'edat mediana era de 42 anys. Per cada 100 dones de 18 o més anys hi havia 68,5 homes.
La renda mediana per habitatge era de 22.261$ i la renda mediana per família de 34.271$. Els homes tenien una renda mediana de 28.667$ mentre que les dones 20.000$. La renda per capita de la població era de 15.765$. Entorn del 17,2% de les famílies i el 24,6% de la població estaven per davall del llindar de pobresa.

## Poblacions més properes
El següent diagrama mostra les poblacions més properes.